# Dune: Імперіум
Dune: Імперіум (англ. Dune: Imperium) — настільна гра, яку розробив Пол Деннен і видала Dire Wolf Digital. У грі, що розгортається у всесвіті Дюни Френка Герберта, гравці використовують колодобудування та розміщення робітників, щоб укладати союзи з фракціями та брати участь в битвах, заробляючи переможні очки. Після випуску гра була номінована на кілька нагород, включаючи Kennerspiel des Jahres.

## Ігровий процес
У Dune Imperium основою гри є розміщення робітників поєднане із побудовою колоди карт гравця. Дія відбувається у всесвіті Дюни, гравці починають з базовою колодою розміром в десять карт, а також обирають картку лідера, який володіє асиметричними здібностями. Під час кожного раунду гравці беруть на руку по 5 карт з початкової колоди, далі почергово в порядку ходу грають по одній карті, щоб відправити агентів у локації на ігровому полі, які надають бонуси, що включають ресурси, такі як прянощі, вода або солярії, отримання карт, розгортання військ і укладання союзів із фракціями, що дає переможні очки; деякі карти також надають додаткові переваги. Після того, як гравці розгорнуть усіх своїх агентів (або спасують), в порядку ходу відбувається розкриття карт, що залишилися на руці, і за очки переконливості, що дають розкриті карти, відбувається купівля нових карт з ряду Імперіуму, що згодом додаються до ігрової колоди кожного гравця. Після цієї фази відбувається фаза бою, в якій гравець в разі успіху також винагороджується переможними очками, ресурсами та бонусами контролю за певними локаціями відповідно до умов, описаних на карті конфлікту в поточному раунді. Коли хоча б один гравець набирає десять або більше переможних очок, або ж пройшло 10 раундів, гра закінчується, і перемагає той, який набрав найбільшу кількість переможних очок. В разі нічиєї враховується додатково більша кількість прянощів, соляріїв чи води у гравця.

## Комплектація гри
Базовий набір гри «Дюна: Імперіум» включає в себе:
- 1 ігрове поле
- 13 дерев'яних агентів
- 70+ дерев'яних компонентів гравця
- 60+ дерев'яних маркерів ресурсів
- 200+ карт
- 8 карт лідерів
- 25 жетонів
- 2 додаткові аркуші
- Правила

## Оцінки гри
У рецензії для IGN Метт Тровер описав, що для компоненти «надають перевагу функціональності перед формою», вихваляючи карти лідерів, але критикуючи художнє оформлення як відповідне «стандартному тарифу». Рецензент високо оцінив фазу розкриття карт, «дилему піраміди ресурсів» між трьома ресурсами у грі, стратегічні елементи як «наваристий суп із тактичних рішень», а також доступність. Однак він критично ставився до оригінальності гри, її масштабованості та теми, критикуючи абстрактну бойову механіку. Тровер зробив висновок, що «Dune: Імперіум — це разюча гра, яка доступна, різноманітна і приваблива, та охоплює широкий діапазон ігрових смаків». Чарлі Голл з Polygon порекомендував гру, а також високо оцінив доступність механізму колодобудування, бойові зіткнення та застосунок-супутник. На відміну від Троуера, який критикував масштабованість гри для менш ніж трьох гравців і описав «гравця» зі штучним інтелектом у режимі для двох гравців як «дратівливе відволікання», Голл похвалив соло-режим.
Рецензент Dicebreaker Джордж Баркер так само прокоментував дві основні механіки як «надзвичайно знайомі», але похвалив гру як «задовільну суму її частин», коментуючи, що в грі «вдається поєднати розміщення робітників і колодобудування таким чином, що це просто працює». Попри опис гри як загалом доступної, Баркер сказав, що «для нових гравців зіткнення з вибором із 22-х різних варіантів місць, куди ви можете відправити агентів, трохи лячне». Рецензент розкритикував обмежене колодобудування, вибір карт для побудови колоди в соло-режимі як «неприємно обмежений», а бій, який Баркер назвав розчаруванням через відсутність «більш розумних хитрощів» і залежність від випадково витягнутих карт. Люк Планкетт, опублікувавши рецензію в Kotaku, похвалив механізм розміщення робітників, але розкритикував компоненти як «базові, здебільшого абстрактні дерев'яні жетони», та тему, заявивши, що гра була «іншою грою, з ліцензією, наклеєну поверх неї» з базовою бойовою системою.
Гру також номінували на премію Kennerspiel des Jahres 2022. Журі заявило, що гра є «розумним удосконаленням класичної механіки розміщення працівників», високо оцінивши механізм отримання, взаємодію гравця, тему та стратегію. Гра також посіла третє місце в Deutscher Spiele Preis. Також у 2022-му році було випущено доповнення до гри під назвою Розквіт Ікса (англ. Rise of Ix). В цьому ж році було анонсоване друге доповнення до гри під назвою Immortality.

## Розширення та спін-офи
Перше розширення, Розквіт Ікса (англ. Rise of Ix), було випущено наприкінці 2021 року. Друге розширення, Безсмертя (англ. Immortality), вийшло наприкінці 2022 року. У серпні 2024 року було анонсовано третє розширення, Bloodlines. Точна дата релізу Bloodlines ще не визначена, але випуск запланований на 2025 рік.
У 2023 році було випущено Дюна: Імперіум — Піднесення (англ. Dune Imperium: Uprising). Це самостійна гра, яка може слугувати заміною або альтернативою для оригінальної Dune: Imperium. Uprising також сумісна з розширеннями Rise of Ix і Immortality.

## Українська локалізація
Гру було локалізовано українською мовою видавництвом Geekach Games у травні 2021 року. Доповнення Розквіт Ікса локалізоване тим же видавництвом у 2022 році. Також локалізовано друге доповнення Безсмертя.